# Arktika
Arktika è il primo album dal vivo del gruppo musicale statunitense Pelican, autoprodotto e pubblicato il 15 luglio 2014.

## Descrizione
Contiene la registrazione audio del concerto tenuto dal gruppo nell'estate 2013 presso l'omonimo locale di San Pietroburgo.
L'album è stato presentato in streaming in anteprima sul sito di Decibel Magazine il 10 luglio, venendo pubblicato digitalmente pochi giorni più tardi. Il 26 agosto dello stesso anno è uscita l'edizione doppio vinile.

## Tracce
1. The Creeper – 7:14
2. Lathe Biosas – 4:52
3. Ephemeral – 5:27
4. Deny the Absolute – 6:18
5. Parasite Colony – 4:39
6. Immutable Dusk – 7:24
7. Strung Up from the Sky – 6:40
8. Dead Between the Walls/Mammoth – 14:33

The Cliff EP – CD bonus nell'edizione giapponese del 2015
1. The Cliff (Vocal Version) – 4:05
2. The Cliff (Justin K Broadrick Remix) – 8:28
3. The Cliff (Palms Remix A. Harris and B. C. Meyer) – 6:10
4. The Wait – 6:02
5. The Cliff (Live) – 3:43

## Formazione
Gruppo
- Bryan Herweg – basso
- Larry Herweg – batteria
- Trevor Shelley-de Brauw – chitarra
- Dallas Thomas – chitarra

Produzione
- Matt Hannigan – registrazione
- Dallas Thomas – missaggio
- Brad Boatwright – mastering